# Paragus tibialis
Paragus tibialis là một loài ruồi trong họ Ruồi giả ong (Syrphidae). Loài này được Fallén mô tả khoa học đầu tiên năm 1817. Paragus tibialis phân bố ở miền Tân bắc